# Route nationale 352
Pour les articles homonymes, voir Route 352.
La route nationale 352, ou RN 352, est une route nationale française divisée en deux tronçons reliant, d'une part, Englos (au niveau de l'échangeur d'Englos) à Saint-André-lez-Lille et, d'autre part, Marcq-en-Barœul à Wasquehal ; le tronçon médian est la RD 710 du département du Nord. C'est une voie rapide urbaine servant de rocade nord-ouest à l'agglomération lilloise. Elle a été déclassée en RD 652 en 2006 puis M 652 en 2019 ; la RD 710 est également renommée RD 652 puis M 652.
Auparavant, la RN 352 était une route faisant le tour complet de l'agglomération lilloise. À la suite de la réforme de 1972, elle a été déclassée en RD 952 puis M 952 en 2019 à l'exception du tronçon entre Pérenchies et Bondues qui a été renuméroté RN 354 (devenue RD 654 en 2006 puis M 654 en 2019). Le tronc commun avec la RN 349 (entre Vert-Galant et Wambrechies) a, lui aussi, été renuméroté RN 354 (devenue RD 654 en 2006 puis M 654 en 2019). Le tronc commun avec la RN 41 (dans Haubourdin) a été déclassé en RD 941 puis M 941 et celui avec la  RN 42 (entre Lomme et Prémesques) a été renommé RD 933 puis M 933.

## Tracé de la rocade nord-ouest (M652)
- Échangeur entre M652 et A25
- Début de la M352
- 1 – villes desservies : Englos (Centre commercial)
- 2 – villes desservies : Sequedin, Englos (Centre commercial)
- 3 – villes desservies : Capinghem, Lomme (Le Bourg, Délivrance)
- 4 – villes desservies : Lomme  (P+R métro St-Philibert, ZA du Grand But, CHU), Houplines, Pérenchies
- 5 Centre commercial Lomme – villes desservies : Lomme  (Le Bourg)
- 6 – villes desservies : Lompret, Lomme  (Mont à Camp, La Mitterie)
- 7 – villes desservies : Verlinghem, Lambersart
- 8 – villes desservies : Saint-André-lez-Lille
- 9 – villes desservies : Marquette-lez-Lille (Lommelet), Wambrechies
- 10 – villes desservies : Comines, Quesnoy-sur-Deûle, Wambrechies, Marquette-lez-Lille (Centre, Le Touquet)
- 11 – villes desservies : Bondues, Marcq-en-Barœul, La Madeleine, Marquette-lez-Lille (Le Lazaro)
- Échangeur entre M652 et A22
- Fin de la M352
- Échangeur entre M652 et M656

## Ancien tracé de Prémesques à Capinghem

### De Prémesques à Lannoy (M952&M654)
- Prémesques M 952 (km 66)
- Pérenchies M 654 (km 63)
- Verlinghem (km 61)
- Vert-Galant
- Wambrechies M 654 (km 55)
- Bondues M 952 (km 51)
- Tourcoing (km 45)
- Roubaix (km 40)
- Lys-lez-Lannoy (km 38)
- Lannoy M 952 (km 36)

### De Lannoy à Seclin (M952)
- Lannoy M 952 (km 36)
- Hem (km 33)
- Forest-sur-Marque (km 30)
- Villeneuve-d'Ascq (km 26)
- Lesquin (km 22)
- Vendeville (km 19)
- Templemars (km 18)
- Seclin M 952 (km 15)

### De Seclin à Capinghem (M952)
- Seclin M 952 (km 15)
- Noyelles-lès-Seclin (km 12)
- Emmerin (km 10)
- Haubourdin (km 7)
- Hallennes-lez-Haubourdin (km 5)
- Englos (km 4)
- Capinghem M 952 (km 0)